# خانه امام حسینی
خانه امام حسینی یزد  مربوط به دوره قاجار است و در یزد، میدان وقت الساعت، ابتدای بازار نو واقع شده و این اثر در تاریخ ۱۷ اسفند ۱۳۸۱ با شمارهٔ ثبت ۷۷۵۷ به‌عنوان یکی از آثار ملی ایران به ثبت رسیده است. و از قدیمی ترین حسینیه های شهر یزد برای عزاداری در ایام ماه محرم است. و قدیمی ترین سند شیوه پخت قهوه سنتی یزد نیز که مربوط به ۱۸۷ سال پیش است متعلق به این خانه است و هر ساله از عزاداران حضرت سید الشهدا در این خانه با قهوه پذیرایی می شود